# Arnol Blackhouse

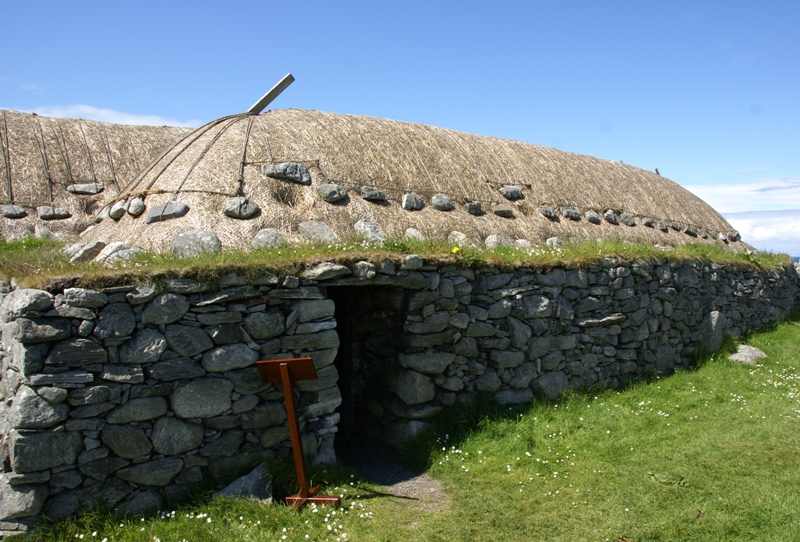
Arnol Blackhouse no. 42

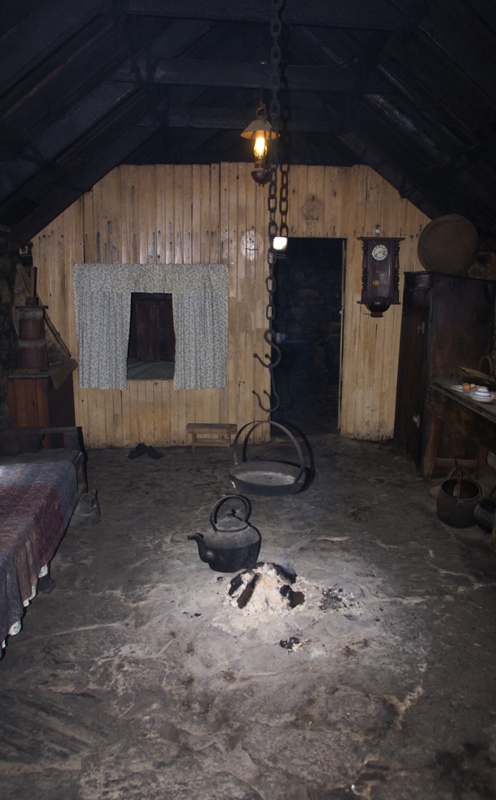
Het blackhouse no. 42: in de woonkamer brandde altijd een turfvuur. Op de achtergrond is de afscheiding naar de slaapkamer te zien

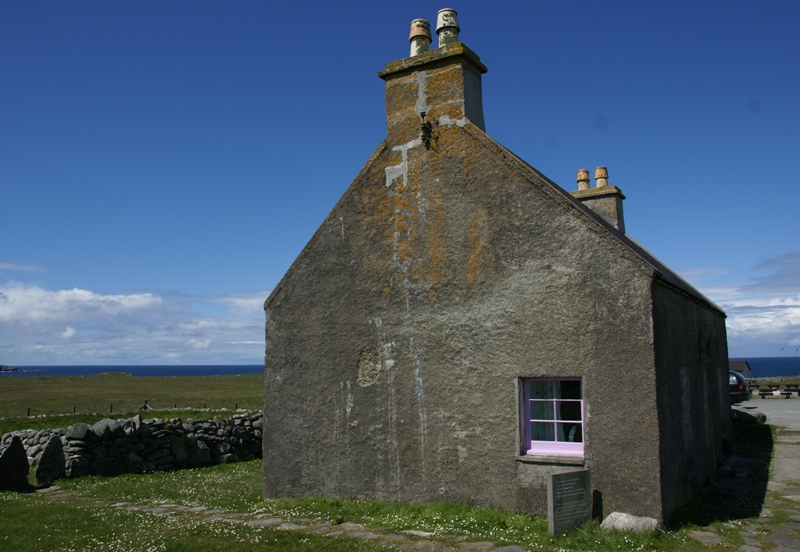
Het white house no. 39

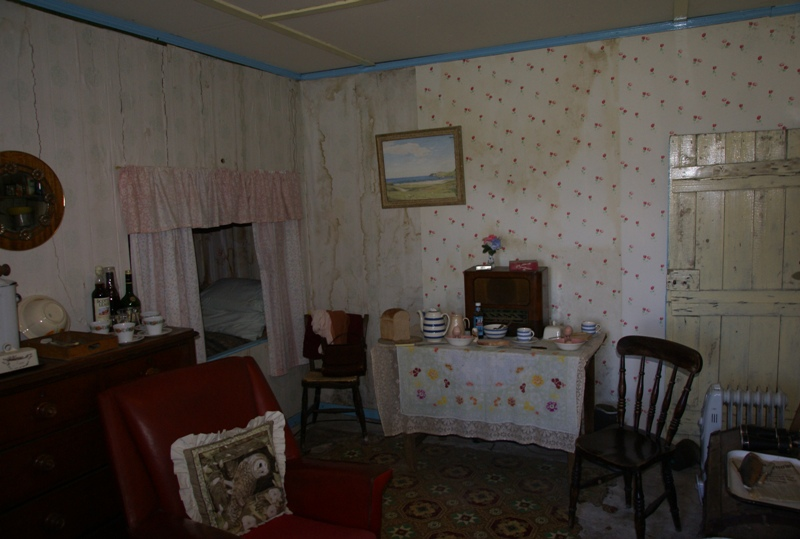
Het white house no. 39: interieur. Het behang is oververzadigd met vocht.

Het Arnol Blackhouse is een openluchtmuseum in Arnol op Lewis in de Schotse Buiten-Hebriden. Het museum bestaat uit vier huizen: twee blackhouses en twee white houses. In de achttiende en negentiende eeuw woonde een groot deel van de bevolking van de Hebriden in blackhouses (in het Schots-Gaelisch: taigh-dubh). Deze huizen werden in de twintigste eeuw opgevolgd door white houses (in het Schots-Gaelisch: taigh-geal).

## Blackhouse
In een blackhouse, letterlijk zwart huis, leefden de bewoners samen met hun dieren onder één dak. Een dergelijk blackhouse had een dak van stro, geen ramen en geen schoorsteen. De muur van een blackhouse bestaat uit een dubbele stenen wand, waarbij de ruimte tussen de wanden opgevuld is met aarde en turf. Het strooien dak, gemaakt van gerstestro, leunde op de binnenste wand, zodat water van het dak via de aarde en turf in het midden van de muur kon worden afgevoerd.
Een traditioneel blackhouse heeft een rechthoekige plattegrond. In het midden van een lange zijde is er een centrale deur, die toegang geeft tot het blackhouse voor zowel mensen als dieren. Een blackhouse bestond uit een drietal delen, namelijk een stal, een woonkamer annex slaapkamer en een schuur. In de stal, meestal links van de ingang, werden in de winter de koeien gehuisvest. De aanwezigheid van de dieren zorgde voor extra warmte in het blackhouse. In de woonkamer annex slaapkamer, meestal rechts van de ingang, leefden de bewoners van het blackhouse. Deze ruimte had in het midden een vuur gevoed door turf. Een voordeel van het turfvuur was dat de walm de insecten doodde. Ook was het strooien dak dat doortrokken was van de turfrook goede mest voor de akkers. De schuur, die parallel was geschakeld met de stal en woonruimte en dus de gehele lengte van het huis besloeg, had zijn ingang recht tegenover de centrale ingang. De schuur diende als opslagplaats voor de aardappelen en het graan. Ook verbleven hier de ooien wanneer ze hun lammeren ter wereld moesten brengen.
Buiten het blackhouse werden turf en graanschoven gedroogd.

### Blackhouse No. 42
Het blackhouse no. 42 werd gebouwd rond 1880. In 1966 verlieten de bewoners, de familie MacLeod, dit huis en trokken in het white house no. 42 in. Het blackhouse no. 42 heeft twee ruimtes parallel geschakeld. De eerste ruimte was, zoals hiervoor beschreven, ingericht als stal en woonruimte; de tweede ruimte werd gebruikt als schuur.
Het blackhouse no. 42 heeft een aantal moderniseringen ten opzichte van vroegere blackhouses. Zo is er een houten afscheiding tussen de stal en de woonruimte. Ook is er een aparte slaapkamer geconstrueerd door een andere houten afscheiding te plaatsen. In deze slaapkamer is een raam gemaakt. De schuur is korter dan gebruikelijk; dit komt doordat er een zeemijn in explodeerde rond 1940.

### Blackhouse No. 39
Het blackhouse no. 39 werd gebouwd voor 1880. Rond 1930 verlieten de bewoners dit huis en betrokken white house no. 39.
Blackhouse no. 39 heeft geen dak meer. Het huis heeft drie ruimtes parallel geschakeld. Dit is een indicatie dat dit huis ouder is dan blackhouse no. 42. De eerste ruimte diende als toegangsportaal. De tweede ruimte was de stal en woonruimte. De derde ruimte diende als schuur. De centrale ingang kwam uit in de woonruimte, in plaats van de meer gebruikelijke stal. Hoogstwaarschijnlijk is dit omdat de woonkamer is vergroot en een aparte slaapkamer werd gecreëerd. Ook is er een groot raam aangebracht aan het einde van de woonkamer. De ingang tot de schuur is vrij laag, wederom een indicatie dat no. 39 ouder is dan no. 42.

## White house
Huizen van het type white house, letterlijk wit huis, werden voornamelijk gebouwd aan het begin van de twintigste eeuw en waren de opvolgers van de blackhouses. Een white house heeft solide muren met ramen, die open konden, een zadeldak en schoorstenen. Een centraal geplaatste deur geeft toegang tot een kleine hal. Links bevindt zich een deur die leidt naar de woonkamer; rechts bevindt zich een deur die leidt naar de keuken. Tegenover de ingang bevindt zich in de hal een steile houten trap die naar de zolder leidt. Op de zolder bevinden zich twee aparte kamers.

### White house No. 42
White house no. 42 werd bewoond tot 1997. In de 21e eeuw werd het huis ingericht als bezoekerscentrum van het museum The Arnol Blackhouse.

### White house No. 39
In white house no. 39 zijn de aparte kamers op de zolder nooit gerealiseerd. De bewoners die vanuit blackhouse no. 39 in dit white house trokken, bleven er niet lang. Ze verhuisden weer terug naar hun blackhouse, toen bleek dat het white house veel te vochtig was. De solide muren trokken vocht uit de grond op. Dit vocht kon, dankzij het waterdichte cement aan de buitenzijde, enkel naar binnen toe en doorweekte het behang. Het white house werd verhuurd en bleef bewoond tot 1976.

## Beheer
Het Arnol Blackhouse wordt beheerd door Historic Scotland.

## Bron
- A. Fenton, The Arnol Blackhouse, Isle of Lewis (2005). Historic Scotland. ISBN 1-903570-85-9.